# Macropophora worontzowi
Macropophora worontzowi là một loài bọ cánh cứng trong họ Cerambycidae.